# Hipótesis del Vicario de Bray
En biología evolutiva, la hipótesis del Vicario de Bray es el nombre dado a una hipótesis que intenta explicar la razón por la que la reproducción sexual puede hallarse favorecida por sobre la reproducción asexual debido a que las poblaciones sexuales son capaces de competir con las poblaciones asexuales ya que evolucionan más rápidamente en respuesta a los cambios ambientales. Los descendientes de una población de individuos que se reproducen sexualmente producirán descendientes genética y fenotípicamente más variables y, por lo tanto, tendrá más probabilidades de producir una cepa que puede sobrevivir a un cambio en el medio ambiente en el que viven. Bajo la hipótesis del Vicario de Bray, el sexo beneficia a la población en su conjunto, pero no a los individuos dentro de ella, por lo que es un caso de selección de grupo.
La teoría fue nombrada en referencia al vicario de Bray, un clérigo que se supone que conservó su cargo eclesiástico al adaptarse rápidamente a los vientos predominantes en materia religiosa, cambiando rápidamente entre los ritos protestantes y católicos, según cambiaba el monarca reinante. La modelización matemática de esta teoría fue aceptada por la mayoría de los biólogos como una de las razones más importantes para la prevalencia de la reproducción sexual en el mundo natural, hasta que el argumento ímplicito de selección de grupos fuera examinado nuevamente. En la actualidad, una hipótesis alternativa para el origen evolutivo y el mantenimiento del sexo es la hipótesis de la Reina Roja la cual propone que el sexo beneficia directamente a los individuos y no solo a la población a la cual pertenecen.